# Elahe Haschemi Yekani
Elahe Haschemi Yekani ist eine deutsche Anglistin und Professorin für Englische und Amerikanische Literatur/Kultur mit einem Schwerpunkt in Postcolonial Studies am Institut für Anglistik und Amerikanistik der Humboldt-Universität zu Berlin. Ihre Forschungsschwerpunkte sind Gender Studies, Queer Theories sowie Intersektionalität.

## Beruflicher Werdegang
Elahe Haschemi Yekani studierte von 1998 bis 2004 Anglistik und Amerikanistik sowie Theaterwissenschaft / Kulturkommunikation an der Humboldt-Universität zu Berlin und in London. Den Magister schloss sie an der Humboldt-Universität zu Berlin mit der Magisterarbeit: BODY-TOPIA. Bilder von lesbischen Körpern in den Schriften von Monique Wittig und Jeanette Winterson ab. Von 2007 bis 2012 war sie wissenschaftliche Mitarbeiterin für Anglistik am Institut für Anglistik und Amerikanistik der Humboldt-Universität Berlin. Im Jahr 2007 war sie assoziiertes Mitglied im Graduiertenkolleg Geschlecht als Wissenskategorie. Nach der Promotion 2009 (summa cum laude) an der Humboldt-Universität zu Berlin (Betreuerinnen: Eveline Kilian und Stefanie von Schnurbein) lehrte sie dort 2011 als Gastprofessorin für Neuere Englische Literatur am Institut für Anglistik und Amerikanistik und vertrat 2012 die Juniorprofessur in British Cultural Studies am Institut für Anglistik und Amerikanistik der Universität Potsdam. Von 2012 bis 2014 war sie Universitätsassistentin für Englische Literatur und Kultur am Institut für Anglistik der Leopold-Franzens-Universität Innsbruck in Österreich. Als Juniorprofessorin für Englische Literaturwissenschaft lehrte sie von 2014 bis 2017 am Institut für Anglistik und Amerikanistik an der Europa-Universität Flensburg. Seit 2017 ist Haschemi Yekani Professorin für Englische und Amerikanische Literatur und Kultur mit Schwerpunkt Postcolonial Studies am Institut für Anglistik und Amerikanistik der Humboldt-Universität zu Berlin.
Haschemi Yekani ist Mitglied in zahlreichen Verbänden wie dem Anglistenverband und war Mitglied des Vorstandes Zentrum für transdisziplinäre Geschlechterstudien an der Humboldt-Universität zu Berlin.

### Forschungen
Ihre Forschungsinteressen sind englischsprachige Roman von seinen Anfängen bis heute, Black Atlantic Literatur, postkoloniale Studien, Gender- / Männlichkeitsstudien und Queer-Theorie, Intersektionalität, Kulturwissenschaften, Film- und Fernsehwissenschaft, Theater nach dem Zweiten Weltkrieg und Popkultur. Zu ihren Arbeitsschwerpunkten gehören Postcolonial und Masculinity/Gender Studies sowie Queer Theory.
Sie ist die Autorin von The Privilege of Crisis. Narratives of Masculinities in Colonial and Postcolonial Literature, Photography and Film. Ihre zweite Monographie Familial Feeling, stellt sie die Literaturgeschichte kanonischer bürgerlicher Romane des späten 18. und 19. Jahrhunderts und den ersten schriftlich überlieferten Selbstzeugnissen Schwarzer britischer Autorinnen gegenüber. Die Unterschiede bürgerlicher Selbstbehauptung stellt Haschemi Yekani durch Veröffentlichungen von Jane Austen, die Brontës und Charles Dicken im Kontext zu lange Zeit marginalisierten Zeugnisse Schwarzer britischer oder transatlantischer Autoren wie Olaudah Equiano, Ignatius Sancho, Mary Prince und Mary Seacole in diesem Werk vor. Diese Form der Spannungen zwischen den kanonischen Texten auf der einen Seite und den lange Zeit marginalisierten Texten auf der anderen Seite, wird in diesem Projekt als verwickelte Literaturgeschichte dargestellt. Es geht um emotionale Verbindungen durch diejenigen, die aus dem Bereich des Menschlichen, der menschlichen Familie, ausgeschlossen wurden und um die Bedeutung postkolonialen Schreiben – verstanden als eine Form des Schreibens, das die Dekolonisierung vollzieht.

## Auszeichnungen (Auswahl)
- 2003: Preis für hervorragende Lehre der Philosophischen Fakultät III der Humboldt-Universität zu Berlin mit Beatrice Michaelis für das Seminar Lesbian (Pulp) Fiction
- 2009: Britcult Award für die beste neue Monographie (Dissertation) auf dem Gebiet der britischen Kulturwissenschaften, verliehen von der Deutschen Gesellschaft für das Studium britischer Kulturen

## Schriften (Auswahl)
Herausgeberschaften und Monografien
- Quer durch die Geisteswissenschaften. Perspektiven der Queer Theory. Querverlag Berlin 2005, ISBN 3-89656-118-9.
- The Privilege of Crisis. Narratives of Masculinities in Colonial and Postcolonial Literature, Photography and Film. Frankfurt am Main 2011, ISBN 978-3-593-39399-5.
- mit Sven Glawion und Jana Husmann: Erlöser. Figurationen männlicher Hegemonie. transcript Verlag, Bielefeld 2015, ISBN 3-89942-733-5.
- Familial Feeling. Entangled Tonalities in Early Black Atlantic Writing and the Rise of the British Novel. Palgrave Macmillan 2021, ISBN 978-3-030-58641-6.

Beiträge
- Robin Bauer, Josch Hoenes, Volker Woltersdorff: Unbeschreiblich männlich : Heteronormativitätskritische Perspektiven. Männerschwarm Verlag 2007, ISBN 978-3-939542-01-8.
- mit Beatrice Michaelis und Gabriele Dietze (Hg.): The Queerness of Things Not Queer: Entgrenzungen, Materialitäten, Interventionen. in: Feministische Studien: Zeitschrift für interdisziplinäre Frauen- und Geschlechterforschung (2/2012).
- mit Sabine Broeck (Hg.): Postcoloniality - Decoloniality - Black Critique : Joints and Fissures. Campus Verlag Frankfurt am Main 2014, ISBN 978-3-593-50192-5.